# بوگپور
بوگپور (به انگلیسی: Bhogpur) یک شهرک در هند است که در بخش جالندهر واقع شده‌است. بوگپور ۱۳٬۸۹۳ نفر جمعیت دارد و ۲۳۲ متر بالاتر از سطح دریا واقع شده‌است.